# Slide It In
Slide It In je šesté studiové album anglické rockové skupiny Whitesnake. Vydáno bylo v lednu 1984 a jeho producentem byl Martin Birch. Nahráno bylo během předchozího roku ve studiu Musicland v Mnichově. Kapela původně pracovala s producentem Eddiem Kramerem, ale nakonec byl nahrazen Birchem. Během vzniku alba rovněž došlo ke změně sestavy. Britská verze tak obsahuje skladby nahrané v jiné sestavě než verze americká.

## Seznam skladeb
1. Gambler (David Coverdale, Mel Galley) – 3:57
2. Slide It In (Coverdale) – 3:20
3. Standing in the Shadow (Coverdale) – 3:32
4. Give Me More Time (Coverdale, Galley) – 3:41
5. Love Ain't No Stranger (Coverdale, Galley) – 4:13
6. Slow an' Easy (Coverdale, Micky Moody) – 6:09
7. Spit It Out (Coverdale, Galley) – 4:11
8. All or Nothing (Coverdale, Galley) – 3:34
9. Hungry for Love (Coverdale) – 3:57
10. Guilty of Love (Coverdale) – 3:18

## Obsazení
- David Coverdale – zpěv
- Mel Galley – kytara, doprovodné vokály
- Micky Moody – kytara
- Colin Hodgkinson – baskytara
- Jon Lord – klávesy
- Cozy Powell – bicí
- John Sykes – kytara (americká verze)
- Neil Murray – baskytara (americká verze)
- Bill Cuomo – klávesy (americká verze)